# Hyperolius zonatus
Hyperolius zonatus är en groddjursart som beskrevs av Laurent 1958. Hyperolius zonatus ingår i släktet Hyperolius och familjen gräsgrodor. IUCN kategoriserar arten globalt som nära hotad. Inga underarter finns listade i Catalogue of Life.